# 澳門新華學校
澳門新華學校（葡萄牙語：Escola Sun Wah）是澳門的一所學校，創建於1997年，位於祐漢第八街37A-39號，由澳門蔡氏教育文化基金會主辦，提供幼兒園至高中的教育。建校之初只有幼兒園和小學，於2001年7月開辦初中部，2004年7月開辦高中部。 

## 事件及爭議

### 縱火事件
2021年12月31日下午，位於永定街的中學部門口懷疑被人縱火，由網上片段所見一名戴有頭盔的男子向學校門口潑灑易燃液體後，期間有學生出入學校。男子隨即點火，瞬間火光熊熊。從各網上片段所見放火男子亦被燒著，隨後被警方制服。新華學校校長何宇回應傳媒查詢時表示，事件中共有630名師生疏散，未有師生受傷。正翻查資料了解縱火嫌疑人的身份，初步懷疑是數年前中途退學的學生。消防在現場發現有少少天拿水及布碎，事件已通知司法警察局調查，縱火男子年齡21歲，澳門居民，他身體多處二級燒傷，被警方安排送院治療。

### 前教師涉誹謗案
2023年3月22日，初級法院審理一宗新華學校前教師涉誹謗案，該教師被指在網上貼文發佈「不實內容」，例如「十多名老師欣賞學生裸露影片」。被告在庭上表示發貼目的希望大家守法、履行公民責任；新華學校校長何宇作供表示，有關貼文對學校聲譽影響惡劣；學校要求向被告索償20萬澳門幣。案情顯示，原告控告於2022年3月25日一名前教師在Facebook使用一個帳號發佈貼文及圖片，內容為「澳門某惹火學校的道德水平，我懷疑連合法水平也未到～十幾位老師，公開欣賞學生裸露影片，再踢學生出校……學生，只是換取教局經費之工具，就算不奢求愛惜學生，人與人基本的尊重也該有吧……難怪有人不甘受辱，放火燒母校。」。該帳號又提到其已去信「檢X院」，「司X」亦開展調查，希望加快調查進度，並望網友「留言或分享」、「共同保護兒童權利及尊嚴」。